# 大柴タクマ
大柴 拓磨（おおしば たくま、1981年7月16日 -）は、日本のダンサー、振付家。実験的アーティスト集団 Alphactのメンバー、設立者。京都府出身。堀越高等学校卒業。

## 略歴
- 8歳よりバレエを始める。
- 大柴寛子バレエ教室、宮城昇バレエスタジオ、橘バレエ学校等でクラシックバレエを学ぶ。
- 橘バレエ学校在学中より牧阿佐美バレエ団の公演に参加。
- 高校卒業と同時に同バレエ学校を自主退学。
- 渡仏し、日本人男性として初めてフランス国立パリ・オペラ座バレエ団と短期契約を結び、「イワン雷帝」に出演。
- フランス国立ボルドー・オペラ座バレエ団と契約し、本公演以外にもフランス国内外のツアーに参加。
- 帰国後、実験的アーティスト集団 Alphactを設立し、クリエーターとして活動している。
- 2011年に小林十市×大柴拓磨 ダンスアクト「ファウスト・メフィスト」の作・演出・出演をする。
- 2015年になんば花月にて「JOY！JOY！エンタメ新喜劇」に出演する。

## 受賞
- 第57回東京新聞主催全国舞踊コンクール　ジュニア部 第3位
- 第4回日本バレエアカデミー主催全国バレエコンクール　シニア部 第2位及び「プロフェッショナル賞」受賞。
- 第4回ウィーン国際バレエコンクール ファイナリスト
- 第14回こうべ全国洋舞コンクール　男性シニア部 第1位
- 第5回日本バレエアカデミー主催全国バレエコンクール　コンテンポラリー部 第2位
- 世界バレエ・モダンダンス・コンクール　クラシックバレエ部 ファイナリスト
- 第59回東京新聞主催全国舞踊コンクール　パ・ド・ドゥ部 第3位
- ニューヨーク国際バレエコンクール ファイナリスト　主催者から要請され、コンクール後のガラ・コンサートに出演する。
- 東京なかの国際ダンスコンペティション　創作部門 第2位（Alphactとして）

## 舞台
- 「世界劇 黄金の刻」（武道館）
- 「ダンスシンフォニー」（銀河劇場）
- 「Ｇｉｌｌｅ（ジル）」（銀河劇場）
- ロレアル・ヘアーショー「Color Trophy」
- 「ダンスシンフォニー 2010」
- 『Dance Galaxy Vol.2「Rose Adagio」』 （銀河劇場）
- オールニッポンバレエガラコンサート2011
- 小林十市×大柴拓磨 ダンスアクト「ファウスト・メフィスト」（新宿BLAZE）
- 「ドラマティック古事記」 タジカラオ役　（京都劇場）
- 「ダンスシンフォニー 2015」
- 「JOY！JOY！エンタメ新喜劇」（なんば花月）

## Alphactとしての活動
Alphact アルファクトとは、画家、俳優、音楽家、映像作家、造形家、デザイナー、ダンサー等、さまざまなジャンルのアーティストが一堂に会し、「楽しめるアート」「実験」「融合」をテーマに一つの舞台を製作することを目的に結成された、トータル・アート・カンパニー。2006年8月にバレエダンサーで演出プロデューサーの大柴拓磨（現・大柴タクマ）と、画家の天野弓彦を中心に活動を開始し、本公演である【ART LIVE PROJECT】のシリーズは現在までに京都、大阪、東京、静岡の4都市にて開催。「（演劇×ダンス）＋美術＋@」を作風としている。本公演以外にもコンサート、ファッションショー、クラブイベントの分野に進出している。

## メディア
- ウラン「Angelic」PV出演
- 『SWAN MAGAZINE』(2007年冬号) 巻頭カラー
- ユニクロwebコンテンツ "DRY IN MOTION"
- サンスターOra2 TVCM
- 『WARP MAGAZINE JAPAN』(2010年4月号) 金子ノブアキ×大柴拓磨 特集記事
- スポーツブランドie（アイイー）メインビジュアル
- 小林十市×大柴拓磨 ダンスアクト「ファウスト・メフィスト」静岡公演 TVCM
- フジテレビ　バラエティ「おじゃマップ」